# Idioma nǀu
El nǀu o nǀuu (también conocida como nǀhuki, |ǂKhomani o |Nǁngǃke) es una lengua Tuu (lenguas joisanas) moribunda, hablada por el pueblo Nǁnǂe en Sudáfrica. El nombre ǂKhomani es usado por el gobierno de Sudáfrica, pero no es reconocido por el pueblo Nǁnǂe.
La lengua Nǀu pertenece a la familia de lenguas Tuu (Taʼa-ǃKwi), siendo la lengua extinta ǀXam su pariente más cercana. El símbolo barra en estos nombres representa un sonido parecido a tsk! tsk!; "Nǀu" se pronuncia nu, pero con los sonidos tsk en medio de la /n/. La lengua viva más cercana al Nǀu es la lengua ǃXóõ.
La lengua Nǀu tuvo un gran progreso durante el siglo XIX, pero las lenguas cercanas de grupos distintos a las lenguas ǃKwi y la aculturación causada por la colonización la amenazaron, al igual que pasó con la mayoría de las lenguas joisanas. La lengua de los ǂKhomani fue desplazada por el afrikáans y el nama principalmente, en especial cuando comenzaron a migrar del campo a las ciudades en la década de 1930 y se encontraron rodeados de personas no hablantes de la lengua Nǀu. En 1973 su lengua fue declarada extinta, y los ǂKhomani que aún quedaban fueron desahuciados del parque nacional del Kalahari Gemsbok.
En la década de 1990, los ancianos ǂKhomani comenzaron a buscar supervivientes que hablaran su lengua. Se pensaba que la lengua Nǀu ya estaría extinta. Finalmente localizaron a Elsie Vaalbooi, de 101 años de edad, quien todavía podía hablar la lengua. El lingüista Anthony Traill la entrevistó en 1997. El Instituto San de Sudáfrica pronto se involucró en la búsqueda de información sobre la lengua Nǀu, y con la ayuda de Vaalbooi localizaron a otras 25 personas que se encontraban esparcidas por Sudáfrica por causa del desahucio. Estas personas eran capaces de hablar o al menos entender la lengua. Thabo Mbeki donó más de 400 km² de tierra a los ǂKhomani en 1999, y 250 km² de tierras dentro del Parque en 2002. Vaalbooi sugirió el lema Nǀu de Sa ǁʼa ǃainsi uinsi (Nos movemos hacia una vida mejor) para su pueblo rehabilitado. Por aquel tiempo había 20 hablantes ancianos, 8 de los cuales vivían en la provincia del Cabo Occidental. En 2007, menos de 10 hablantes del Nǀu estaban vivos aún en Sudáfrica, y algunos más en Botsuana; ninguno de ellos vive con otro hablante, y sus lenguas de uso diario son el afrikáans, nama y tswana. El lingüista Nigel Crawhall está documentando la lengua. De todos modos, las generaciones jóvenes de ǂKhomani están orgullosas de hablar nama u otra de las lenguas mayoritarias, y tienen poco interés por el Nǀu, por lo que hay pocas posibilidades de salvar la lengua.